# Сухиновский сельсовет
Сухиновский сельсовет — сельское поселение в Глушковском районе Курской области Российской Федерации.
Административный центр — село Сухиновка.

## История
Статус и границы сельского поселения установлены Законом Курской области от 21 октября 2004 года № 48-ЗКО «О муниципальных образованиях Курской области».

## Население
| 2002 | 2010 | 2012 | 2013 | 2014 | 2015 | 2016 |
| ---- | ---- | ---- | ---- | ---- | ---- | ---- |
| 1262 | ↘927 | ↘888 | ↘859 | ↘826 | ↘789 | ↘764 |
| 2017 | 2018 | 2019 | 2020 | 2021 |      |      |
| ↘738 | ↘721 | ↘714 | ↗726 | ↗751 |      |      |

## Состав сельского поселения
| № | Населённый пункт | Тип населённого пункта       | Население |
| - | ---------------- | ---------------------------- | --------- |
| 1 | Козыревка        | деревня                      | ↘11       |
| 2 | Панкратовка      | деревня                      | ↘1        |
| 3 | Сухиновка        | село, административный центр | ↘714      |
| 4 | Ходяковка        | деревня                      | ↘201      |